# WWK Versicherungen
Die WWK Versicherungsgruppe ist eine deutsche Versicherungsgruppe mit Sitz in München, die sich im Wesentlichen aus der WWK Lebensversicherung a. G., der WWK Allgemeine Versicherung AG, der WWK Pensionsfonds AG, der WWK Unterstützungskasse e. V. und der im Jahr 2001 gegründeten WWK Investment S.A. zusammensetzt. Die WWK Lebensversicherung auf Gegenseitigkeit bietet Versicherungs- als auch Finanzdienstleistungen an und ist die Muttergesellschaft des WWK-Konzerns. Das Kerngeschäft der WWK liegt in der Fondsgebundenen Lebensversicherung sowie fondsgebundener Hybridprodukte.
Im Geschäftsjahr 2023 erzielte die WWK ein Bruttobeitragsvolumen von 1,17 Milliarden Euro.

## Geschichte

### Die Anfangszeit der Versicherungsgruppe
Im Jahr 1884 wurde die WWK von Mitgliedern des Bayerischen Verkehrsbeamten-Vereins (BVBV) als Witwen- und Waisen-Unterstützungscassa des Bayerischen Verkehrsbeamten-Verein (WWUK) gegründet. Die Idee hinter der Gründung war, dass im Todesfall eines Vereinsmitglieds dessen Witwe und Kinder finanzielle Unterstützung vom Verein erhielten. Das Anfangskapital von 670,20 Mark wurde durch Spenden von BVBV-Mitgliedern aufgebracht.
Eine wesentliche Änderung für das private Versicherungsgewerbe brachte das Jahr 1901, der sich auch die WWUK nicht entziehen konnte. Ab diesem Zeitpunkt mussten „Personenvereinigungen, welche die Versicherung ihrer Mitglieder nach dem Grundsatz der Gegenseitigkeit betreiben wollen“, in Form eines Versicherungsvereins auf Gegenseitigkeit auftreten, um eine Genehmigung zu erhalten. In Folge wurde die WWUK in einen Versicherungsverein auf Gegenseitigkeit (VVaG) umgewandelt, bei dem die Versicherten gleichzeitig Mitglieder des Vereins sind.

### Ausbau und Expansion
Im Jahr 1920 wurde die Rechtsform der WWUK festgelegt und sie änderte ihren Namen in Witwen- und Waisenkasse des Reichs- und Staatsdienstpersonals, Allgemeine Lebensversicherungsanstalt auf Gegenseitigkeit in München. In den folgenden Jahren verzeichnete die WWK ein kontinuierliches Wachstum, da immer mehr Versicherungsvereine und Sterbekassen sich der Versicherung anschlossen, darunter auch der Lebensversicherungsverein der Lokomotivführer Süddeutschlands. Im Jahr 1934 erweiterte die WWK ihren Mitgliederkreis auf Beschäftigte der Privatwirtschaft und gründete eine eigene Außendienstorganisation.
1957 erreichte der Lebensversicherungsbestand eine Milliarde DM. Im Jahr 1961 wurde die Witwen- und Waisenkasse, Allgemeine Schaden- und Unfallversicherung Aktiengesellschaft gegründet, wodurch das Kraftfahrt-, Unfall- und Schadenversicherungsgeschäft aufgenommen wurde. 1971 erfolgte die Umfirmierung der Witwen- und Waisenkasse des Reichs- und Staatsdienstpersonals, Allgemeine Lebensversicherungsanstalt auf Gegenseitigkeit in die WWK Lebensversicherung a. G., während die Witwen- und Waisenkasse, Allgemeine Schaden- und Unfallversicherung Aktiengesellschaft in die WWK Allgemeine Versicherung AG umbenannt wurde. Ab 1971 vertrieb die WWK als eines der ersten Anbieter fondsgebundene Lebensversicherungsprodukte. Ein Versicherungsbestand von 10 Milliarden DM wurde im Jahr 1980 erreicht. Aufgrund des zunehmenden Wachstums zog das Unternehmen 1998 in ein neues Verwaltungsgebäude in München um, dem heutigen Firmensitz der WWK.
Im Jahr 2001 gründeten die WWK und das Privatbankhaus Hauck & Aufhäuser gemeinsam mit der WWK Investment S. A. mit Sitz in Luxemburg eine Kapitalanlagegesellschaft (KAG), die von nun an eigene Dachfonds auflegte, verwaltete und vertrieb. Zwei Jahre später erfolgte die Gründung der WWK Pensionsfonds AG. Die WWK Kinderstiftung, die in Not geratene Kinder und Jugendliche in Deutschland finanziell unterstützt, wurde 2004 gegründet. Ebenfalls 2004 entstand das Tochterunternehmen WWK Unterstützungskasse e. V.
Bis zum Jahr 2019 wurde die fondsgebundene Rentenversicherung WWK IntelliProtect, die im Jahr 2009 eingeführt wurde, über 350.000 Mal verkauft, was einer abgerechneten Beitragssumme von 10 Milliarden Euro entsprach.
Im Juli 2020 brachte die WWK unter dem Namen WWK IntelliProtect 2.0 eine neue Fondsrente auf den Markt, mit der Kunden in Investmentfonds als Anlageform investieren können und gleichzeitig Garantien von bis zu 100 Prozent auf ihre eingezahlten Sparbeiträge erhalten.

## Unternehmensstruktur
Die WWK Versicherungsgruppe ist ein geschäftspolitisch eigenständiger und unabhängiger Finanzdienstleister und zählt zu den 20 größten Lebensversicherungsgesellschaften in Deutschland (Stand: 2023).
Die WWK Lebensversicherung auf Gegenseitigkeit (a. G.) fungiert als Muttergesellschaft des WWK-Konzerns, zu dem auch die Tochtergesellschaften WWK Allgemeine Versicherung AG, WWK Pensionsfonds AG, die WWK Unterstützungskasse e. V.  sowie die in Luxemburg ansässige WWK Investment S. A. gehören. Die Intersoft AG ist eine hundertprozentige Tochtergesellschaft der Lebensversicherung auf Gegenseitigkeit, während die 1:1 Assekuranzservice AG als unabhängige Vermittlungsgesellschaft ebenfalls Teil des WWK-Konzerns ist.
Zusätzlich betreibt der WWK-Konzern mit der WWK Vermögensverwaltungs und Dienstleistungs GmbH, der WWK Grundbesitz AG sowie der WWK IT GmbH sog. Versicherungsbetriebsgesellschaften, die für konzerninterne Dienstleistungen wie IT-Services oder die Vermögensverwaltung des Konzerns zuständig sind.

## Produkte und Dienstleistungen
Der Schwerpunkt der WWK-Versicherungsgruppe liegt auf der fondsgebundenen Altersversorgung, da Altersvorsorgesparer die Zielgruppe der WWK sind. In diesem Bereich werden sowohl fondsgebundene Rentenversicherungen mit als auch ohne Garantiekomponenten angeboten.
Die Absicherung biometrischer Risiken und die Vermögensanlage sind weitere Leistungen des Konzerns. Die WWK Pensionsfonds AG deckt den Bereich der Pensionsfonds ab, während die Tochtergesellschaft WWK Allgemeine Versicherung AG das Schaden- und Unfallversicherungsgeschäft für Privat- und Firmenkunden verantwortet. Die in Luxemburg ansässige Tochtergesellschaft WWK Investment S. A. verwaltet und vertreibt als konzerneigene Kapitalanlagegesellschaft Dachfonds.

## Sponsoring
Die WWK war ab der Saison 2015/16 Hauptsponsor des FC Augsburg. Der Vertrag galt zunächst für drei Jahre. Außerdem sicherte sich die WWK die Namensrechte am Stadion des FC Augsburg, das von diesem Zeitpunkt an WWK-Arena hieß. Der Vertrag gilt zehn Jahre ab der Saison 2015/16 bis zum 30. Juni 2025, mit einer Option auf weitere fünf Jahre als Namensgeber.
Zudem ist die WWK Namenssponsor des Volleyball-Bundesligavereins WWK Volleys Herrsching.

## Auszeichnungen
- 2006–2020: Nr. 1 Substanzkraft der 30 größten deutschen Lebensversicherungen durch Focus Money[22]
- 2010–2016: Bester Lebensversicherer Deutschlands in der Kategorie „Inländische Anbieter, Agentur- und Maklervertrieb“ durch Focus Money in Kooperation mit dem Analyse-Unternehmen Franke & Bornberg[23][24][25]
- 2015–2017: Aufnahme in den „Club der Besten im geprüften Kundenservice“ beim branchenübergreifenden Wettbewerb „Service-Champions“ durch die Tageszeitung Die Welt in Zusammenarbeit mit dem Marktforschungsinstitut Service Value[26][27]
- 2018–2022: Auszeichnung als „Deutscher Champion der Lebensversicherer“ durch Die Welt[28][29][30]
- 2023: 1. Platz in den Bereichen „Ertragskraft“, „Substanzkraft“ und „Finanzkraft“ der 25 größten Lebensversicherer in Deutschland durch das Finanzmagazin Euro[31]
- 2024: „Makler-Champion 2024“ in der Kategorie „Lebensversicherer“ durch das Versicherungsmagazin in Zusammenarbeit mit dem Marktforschungsinstitut Service Value[32]